# Northway
Northway – osada i civil parish w Anglii, w Gloucestershire, w dystrykcie Tewkesbury. W 2011 civil parish liczyła 5080 mieszkańców.